# USL First Division
Die United Soccer Leagues First Division (oft kurz als USL-1 bezeichnet) war von 1995 bis 2009 eine professionelle Fußballliga in Nordamerika. In ihr spielten Mannschaften aus den USA, Kanada und Puerto Rico. Sie war die zweite Liga im US-amerikanischen Fußballliga-System.

## Geschichte
Die alte American Professional Soccer League änderte ihren alten Namen in A-League in ihren beiden letzten Spielzeiten 1995 und 1996. 1996 wurde sie als zweite Liga anerkannt. 1997 wurde sie von der USISL übernommen und in USISL A-League umbenannt. 1999 nahm die USISL den Namen United Soccer Leagues (USL) an und die Liga wurde in USL A-League umbenannt. Ab 2005 hieß sie USL First Division. Ende 2009 wollten die meisten Teams in die Neuauflage der North American Soccer League wechseln, nachdem die Investmentfirma NuRock Soccer Holdings die Rechte an der USL übernommen hatte. Deshalb ruhte die Liga 2010. 2011 wurde sie mit der USL Second Division zur USL Professional Division zusammengelegt. Diese ist in der Hierarchie die dritte Liga hinter der Major League Soccer und der North American Soccer League.

## Veränderungen in der Zusammensetzung
1998 starteten in der A-League insgesamt 28 Teams. Nach mehreren Zu- und Abgängen blieben 2006 nur noch zwölf Mannschaften übrig, die am Spielbetrieb teilnahmen. Die anderen Vereine zogen sich meist aus Kostengründen zurück und spielen heute in der USL Second Division (3. Liga) oder der USL Premier Development League (4. Liga).
Da es kein System des Auf- oder Abstiegs gibt, können die Teams der First Division nur bei einer Expansion der Major League Soccer in diese aufrücken. Dazu müssen sie aber den finanziellen und organisatorischen Anforderungen der MLS genügen.
Die USL selbst gab am 26. Januar 2006 bekannt, zur Saison 2007 expandieren zu wollen. Dafür wurden die Carolina RailHawks gewonnen. California Victory, ein neu gegründeter Verein aus San Francisco, hat die zweite neue Lizenz erhalten. Weitere Kandidaten für eine neue Fußballmannschaft waren Fort Lauderdale und Syracuse. Außerdem interessiert sich der argentinische Verein River Plate dafür, eine zweite Mannschaft in Puerto Rico zu gründen.
Am 30. März 2007 gaben die Virginia Beach Mariners bekannt, dass sie aufgrund von Streitigkeiten über die weitere Finanzierung des Vereins, nicht mehr in der Liga spielen werden. Im September 2007 erklärte der spanische Verein Deportivo Alavés seinen Rückzug von California Victory. Seitdem nimmt California Victory nicht mehr am Spielbetrieb teil. Und so waren es zur Saison 2008 gar nur mehr elf Mannschaften.
In der Saison 2009 stellten die Seattle Sounders den Spielbetrieb ein, da stattdessen in der MLS ein neues Team aus Seattle teilnahm. Die Teilnehmerzahl der USL-1 blieb aber gleich, da ein neues Team aus der texanischen Hauptstadt Austin, Austin Aztex, den Spielbetrieb aufnahm.

## Meister/ Torschützenkönige
| Saison              | Meister                 | Ergebnis      | Zweiter                  | Gewinner Regular Season  | Torschützenkönig                              | Verein                                                | Tore |
| ------------------- | ----------------------- | ------------- | ------------------------ | ------------------------ | --------------------------------------------- | ----------------------------------------------------- | ---- |
| 2009 USL-1          | Montreal Impact         | 3:2, 3:1      | Vancouver Whitecaps      | Portland Timbers         | Charles Gbeke                                 | Vancouver Whitecaps                                   | 12   |
| 2008 USL-1          | Vancouver Whitecaps     | 2:1           | Puerto Rico Islanders FC | Puerto Rico Islanders FC | Alex Afonso                                   | Miami FC                                              | 15   |
| 2007 USL-1          | Seattle Sounders        | 4:0           | Atlanta Silverbacks      | Seattle Sounders         | Sébastien Le Toux Charles Gbeke               | Seattle Sounders Montreal Impact                      | 10   |
| 2006 USL-1          | Vancouver Whitecaps     | 3:0           | Rochester Raging Rhinos  | Montreal Impact          | Romário William „Cam“ Weaver                  | Miami FC Seattle Sounders                             | 18   |
| 2005 USL-1          | Seattle Sounders        | 1:1           | Richmond Kickers         | Montreal Impact          | Jason Jordan                                  | Vancouver Whitecaps                                   | 17   |
| 2004 USL A-League   | Montreal Impact         | 2:0           | Seattle Sounders         | Portland Timbers         | Alan Gordon Dante Washington                  | Portland Timbers Virginia Beach Mariners              | 17   |
| 2003 USL A-League   | Charleston Battery      | 3:0           | Minnesota Thunder        | Milwaukee Wave United    | Thiago Martins                                | Pittsburgh Riverhounds                                | 22   |
| 2002 USL A-League   | Milwaukee Rampage       | 2:1           | Richmond Kickers         | Seattle Sounders         | Fadi Afash Eduardo Sebrango McKinley Tennyson | Portland Timbers Montreal Impact Portland Timbers     | 18   |
| 2001 USL A-League   | Rochester Raging Rhinos | 2:0           | Hershey Wildcats         | Richmond Kickers         | Paul Conway                                   | Charleston Battery                                    | 22   |
| 2000 USL A-League   | Rochester Raging Rhinos | 3:1           | Minnesota Thunder        | Minnesota Thunder        | Paul Conway Greg Howes John Menyongar         | Charleston Battery Seattle Sounders Minnesota Thunder | 17   |
| 1999 USL A-League   | Minnesota Thunder       | 2:1           | Rochester Raging Rhinos  | Rochester Raging Rhinos  | Mark Baena Niall Thompson                     | Seattle Sounders Vancouver 86ers                      | 20   |
| 1998 USISL A-League | Rochester Raging Rhinos | 3:1           | Minnesota Thunder        | Rochester Raging Rhinos  | Mark Baena                                    | Seattle Sounders                                      | 24   |
| 1997 USISL A-League | Milwaukee Rampage       | 1:1           | Carolina Dynamo          | Montreal Impact          | Doug Miller                                   | Rochester Raging Rhinos                               | 23   |
| 1996 A-League       | Seattle Sounders        | 2:0           | Rochester Raging Rhinos  | Montreal Impact          | Doug Miller                                   | Rochester Raging Rhinos                               | 18   |
| 1995 A-League       | Seattle Sounders        | 2:4, 3:0, 3:2 | Atlanta Ruckus           | Montreal Impact          | Peter Hattrup                                 | Seattle Sounders                                      | 11   |

## Komplette Liste der Franchises
- Atlanta Ruckus (1995–1998)
- Atlanta Silverbacks (1999–2008)
- Austin Aztex (2009)
- Boston Bulldogs (1997–2000)
- Calgary Mustangs (2002–2004)
- California Jaguars (1997–1998)
- Carolina Dynamo (1997)
- Carolina RailHawks (2007–2009)
- California Victory (2007)
- Charleston Battery (1997–2009)
- Charlotte Eagles (2001–2003)
- Cincinnati Riverhawks (1998–2003)
- Colorado Foxes (1995–1997)
- Connecticut Wolves (1997–2001)
- Edmonton F.C. (2004)
- El Paso Patriots (1997–2003)
- Hershey Wildcats (1997–2001)
- Indiana Blast (1999–2003)
- Jacksonville Cyclones (1997–1999)
- Lehigh Valley Steam (1999)
- Long Island Rough Riders (1997–2001)
- Maryland Mania (1999)
- Miami FC (2006–2009)
- Milwaukee Wave United (1997–2004)
- Minnesota Thunder (1997–2009)
- MLS Project 40 (1998–2000)
- Montreal Impact (1995–1998, 2000–2009)
- Nashville Metros (1997–2001)
- New Orleans Storm (1997–99)
- New York Centaurs (1995–96)
- Orange County Waves (1997–2000)
- Orlando Sundogs (1997)
- Pittsburgh Riverhounds (1999–2003)
- Portland Timbers (2001–2009)
- Puerto Rico Islanders FC (2004–2009)
- Raleigh Express (1997–2000)
- Richmond Kickers (1997–2005)
- Rochester Rhinos (1996–2009)
- Sacramento Geckos (1998–1999)
- San Diego Flash (1998–2001)
- San Francisco Bay Seals (1998–2000)
- Seattle Sounders FC (1995–2008)
- Staten Island Vipers (1998–99)
- Syracuse Salty Dogs (2003–2004)
- Toronto Lynx (1997–2006)
- Vancouver Whitecaps (1995–2009)
- Virginia Beach Mariners (1998–2000, 2002–2006)

## Durchschnittliche Besucherzahlen pro Spiel (Saison/Playoffs)
- 2009: 4.720 / 4.702
- 2008: 5.164 / 7.786
- 2007: 4.420 / 7.741
- 2006: 4.667 / 5.998
- 2005: 4.527 / 12.498
- 2004: 3.879 / 9.402
- 2003: 3.335 / 9.672
- 2002: 3.034 / 8.902
- 2001: 2.954 / 9.193
- 2000: 2.684 / 7.562
- 1999: 2.374 / 5.309
- 1998: 2.531 / 6.091
- 1997: 1.690 / 5.092